# Angelo Santonè
Angelo Santonè (San Maurizio Canavese, 1852 – Torino, 1908) è stato un ingegnere e architetto italiano.
Fu attivo principalmente a Torino dove nella sua prolifica carriera progettò palazzi, villini residenziali e stabilimenti industriali adattandosi agli stili eclettico e Liberty in voga in quegli anni.
 Nell'edilizia privata fu artefice di molte residenze nelle zone Centro, Crocetta e San Salvario. Fra i suoi lavori più importanti a Torino si possono citare: le Officine Dubosc (poi Officine Nebiolo) in due riprese fra il 1892 e il 1906; la Vetreria Racchetti; l'Officina Elettrotecnica Italia (poi freni Westinghouse); la Maglieria Peretti; il Pastificio Italiano; il Palazzo della Banca Commerciale Italiana di via Arsenale angolo via Santa Teresa (1901); il Palazzo del Credito Italiano di via Arsenale (continuazione del progetto dell'ingegner Luigi Beria deceduto nel 1906 e trasformato ad uso di banca dal Santonè nel 1907).
 Ancora per la Banca Commerciale Italiana realizzò le sedi succursali di Biella, Alessandria, Genova e Firenze. Fece parte del gruppo di otto ingegneri che componevano l'Ufficio tecnico dell'Esposizione generale italiana di Torino del 1884.